# Do Ya Wanna Play, Carl?
Do Ya Wanna Play, Carl? è il primo album in 2 CD del batterista britannico Carl Palmer, pubblicato dalla Castle Music (catalogo CMEDD163) nel 2001.

## Descrizione
È il Concerto for Percussion degli Emerson, Lake & Palmer ad aprire questo album antologico in cui Carl Palmer ripercorre la sua storia personale: 22 minuti di batteria accompagnati dall'incedere classicheggiante di un'orchestra sinfonica. Un avvio imponente come la carriera di uno dei batteristi più famosi della storia del rock, una doppia antologia – più di due ore e un quarto di musica – per riassumere 25 anni di attività.
Il primo CD è interamente dedicato al periodo Emerson, Lake & Palmer, sicuramente fondamentale nella vita artistica e umana del musicista in quanto il trio è stato uno dei gruppi più importanti del rock progressivo inglese negli anni settanta: 73 minuti di divagazioni classicheggianti, strutture ritmo-melodiche elaborate e tempi dispari. Dopo la già citata introduzione, si scopre tutta la versatilità del batterista (e dei suoi compagni) nel rock progressivo di The Pancha Suite come nell'atmosfera da brass-band di Close But Not Touching, nel folk-rock di Canario come nella sperimentazione di Toccata, fino al blues di L.A. Nights e alla March Militaire conclusiva.
Il secondo CD offre un excursus attraverso gli altri periodi artistici che hanno contraddistinto la lunga attività del musicista di Birmingham. La tracklist aggiunge ulteriori spunti a quelli già innumerevoli mostrati nella parte relativa al supertrio e precede in ordine cronologico a partire dal 1966 con due brani stile Motown dei Craig – evoluzione diretta dei King Bees – che vedeva, dietro piatti, tamburi e charleston, un Palmer ancora acerbo. Si rimane nel soul revival degli anni sessanta con Love Light dei Chants e Decline and Fall degli Atomic Rooster (fondati da Palmer con il tastierista Vincent Crane) del 1970. Si salta il decennio occupato dagli EL&P per arrivare al 1980, con due canzoni tratte dall'unico album dei PM, formazione che vedeva Palmer insieme ad alcuni strumentisti americani, costruita all'indomani dello scioglimento del mitico trio: You've Got Me Rockin’ e Dynamite, non certo entusiasmanti nelle loro esecuzioni un po' pacchiane. Mount Teidi e Ready Mix ci introducono poi nelle rarefatte atmosfere create dal visionario Mike Oldfield: morbida ed eterea la prima, più rockeggiante la seconda. Sono, invece, tre brani scelti dal repertorio degli Asia, gruppo a metà tra il progressive e l'easy listening, in cui Carl ha militato per parecchi anni (e, recentemente, riunitosi): la famosa Heat of the Moment, la poppeggiante Wildest Dreams e Time Again più vicina allo stile EL&P. Fanno seguito due canzoni del gruppo 3 – trio costituito nel 1988 dal batterista insieme all'ex-compagno Keith Emerson e al californiano Robert Berry –, tratte dal loro album To the Power of Three. In chiusura, due incisioni dal vivo: un brano dell'anno scorso dei Qango (Hoedown, uno dei pezzi forti dell'album Trilogy del periodo EL&P) registrato durante un'esibizione dimostrativa promozionale e una serie di virtuosismi jazz realizzati con l'orchestra di Buddy Rich.
L'album costituisce, quindi, una sorta di riassunto del curriculum vitale di un musicista dotatissimo; sicuramente non raggiungerà grandi vendite e non incontrerà nemmeno l'interesse del grosso pubblico. Semmai potranno suscitare la curiosità di appassionati, fanatici del progressive, accaniti fans degli EL&P e batteristi. Ma, alla fine, il primo CD è praticamente una compilation del supertrio più famoso della storia del rock anni '70, mentre il secondo può essere visto come una testimonianza dell'evoluzione compiuta dal musicista in 35 anni di carriera ai massimi livelli.

## Tracce

### CD 1: Emerson, Lake & Palmer
1. Concerto for Percussion – 22:52 (musica: Carl Palmer, Joseph Horovitz)
2. The Enemy God Dances with the Black Spirits – 3:22 (musica: Sergej Prokof'ev – arr.: Emerson, Lake & Palmer)
3. The Pancha Suite – 2:54 (musica: Carl Palmer)
4. Bullfrog – 3:51 (musica: Carl Palmer, Ron Aspery, Tim Hodgkinson)
5. Toccata – 7:22 (musica: Alberto Ginastera – arr.: Keith Emerson)
6. Close But Not Touching – 3:20 (musica: Carl Palmer, Harry South)
7. L.A. Nights – 5:44 (musica: Carl Palmer, Keith Emerson)
8. Canario (dalla Fantasia para un Gentilhombre) – 4:00 (musica: Joaquín Rodrigo – arr: Emerson, Lake & Palmer)
9. Tank (2ª versione) – 5:12 (musica: Carl Palmer, Keith Emerson)
10. Two Parts Invention in D Minor – 1:55 (musica: Johann Sebastian Bach – arr.: Carl Palmer)
11. Fanfare for the Common Man – 9:43 (musica: Aaron Copland – arr.: Emerson, Lake & Palmer)
12. March Militaire – 2:53 (musica: Franz Schubert – arr.: Carl Palmer)

Durata totale: 73:08

### CD 2: Altri artisti
1. The Craig – I Must Be Mad – 2:48 (Geoff Brown)
2. The Craig – Suspense – 2:54 (Geoff Brown)
3. The Chants – Love Light – 2:12 (Eddie Amoo)
4. Atomic Rooster – Decline and Fall – 5:49 (Carl Palmer, Nick Graham, Vincent Crane)
5. Carl Palmer's PM – You've Got Me Rockin' – 3:26 (Todd Cochran)
6. Carl Palmer's PM – Dynamite – 3:04 (Jack Nitzinger)
7. Mike Oldfield – Mount Teidi – 4:13 (musica: Mike Oldfield)
8. Carl Palmer e Mike Oldfield – Ready Mix – 3:56 (musica: Carl Palmer, Mike Oldfield)
9. Asia – Heat of the Moment – 3:54 (Geoff Downes, John Wetton)
10. Asia – Wildest Dreams – 5:13 (Geoff Downes, John Wetton)
11. Asia – Time Again – 4:48 (Carl Palmer, Geoff Downes, John Wetton, Steve Howe)
12. 3 – Desde la Vida – 7:09 (Keith Emerson, Carl Palmer, Robert Berry)
13. 3 – Eight Miles High[1] – 4:13 (David Crosby, Gene Clark, Roger McGuinn)
14. Qango – Hoedown (dal vivo) – 4:05 (musica: Aaron Copland – arr.: Emerson, Lake & Palmer)
15. Carl Palmer e Buddy Rich – Shawnee (dal vivo) – 6:08 (musica: Mike Barone)

Durata totale: 63:52